# Круглово (Ардатовський район)
Круглово (рос. Круглово) — село в Росії у складі Ардатовського району Нижньогородської області. Входить до складу Стексовської сільської ради.

## Населення
| 1999 | 2002 | 2010 |
| ---- | ---- | ---- |
| 475  | ↘459 | ↘421 |